# Chika Sakamoto
Chika Sakamoto (jap. 坂本 千夏 Sakamoto Chika; ur. 17 sierpnia 1959) – japońska seiyū i aktorka dubbingowa związana ze studiem Arts Vision.

## Wybrane role
- 101 dalmatyńczyków (1997–1998) jako Lucky (japoński dubbing)
- Angela Anakonda (1999–2002) jako Johnny Abatti
- Bun Bu (1985) jako Ken
- Betty Boop (1932–1939) jako Betty
- Brama piekieł (2007) jako Misuzu Ōyama
- Demashita! Powerpuff Girls Z (2006–2007) jako Puyo
- Digital Monster X-Evolution (2005) jako WarGreymon X
- Digimon Adventure (1999–2000) jako Agumon i Natsuko Takaishi
- Digimon Adventure 02 (2000–2001) jako Agumon i Natsuko Takaishi
- Digimon Xros Wars (2010–) jako Shoutmon
- Goonies (1985) jako Lawrence „Chunk” Cohen
- Harry Potter i Komnata Tajemnic (2002) jako Jęcząca Marta (japoński dubbing)
- HeartCatch Pretty Cure! (Kaoruko Hanasaki/Cure Flower)
- Kapitan Jastrząb (1983–1986) jako Sanae Nakazawa
- Kot w butach (1991) jako Pierre
- Król szamanów (2001–2002) jako Aren
- Kto wrobił królika Rogera? (1988) jako Betty Boop
- Mała księżniczka (1985) jako Peter
- Mój sąsiad Totoro (1988) jako Mei Kusakabe
- Mucha Lucha (2002–2005) jako Pchła
- Odlotowe agentki (2001–2008) jako Clover i Stella (japoński dubbing)
- Pecola (2003) jako Tsunekichi
- Pełna chata (1987–1995) jako D.J. Tanner
- Pełzaki (1991–2004) jako Angelika i Chukie
- Pokémon (1997–) jako Obaba i Michael (Puka)
- Sailor Moon Sailor Stars (1996) jako Yaten Kō
- Sailor Moon SuperS – Czarodziejka z Księżyca: Film kinowy (1995) jako Peruru
- Świat Talizmanu (1984) jako Munyo
- Tajemnica przeszłości (1995–1996) jako Nuriko
- Tajemniczy ogród (1991–1992) jako Marta
- Wróżka z krainy kwiatów (1992) jako Tambourine